# 5748 (année hébraïque)
5748 (hébreu : ה'תשמ"ח , abbr. : תשמ"ח) est une année hébraïque qui a commencé à la veille au soir du 24 septembre 1987 et s'est finie le 11 septembre 1988. Cette année a compté 354 jours. Ce fut une année simple dans le cycle métonique, avec un seul mois de Adar. Ce fut la première année depuis la dernière année de chemitta.
En l'an 5748, l'État d'Israël a fêté ses 40 ans d'indépendance.

## Calendrier
Ce calendrier hébraïque de l'année 5748 donne les correspondances avec les dates du calendrier grégorien.
Le premier nombre dans chaque case correspond au jour du mois hébraïque. Les jours en couleurs sont des jours remarquables juifs ou israéliens.
| ◄◄ | 5748 | ►► |

## Naissances
- Toto Tamuz
- Omri Casspi

## Décès
- Aba Kovner
- Zohar Argov
- Jascha Heifetz
- Chaya Mushka Schneerson
- Henryk Szeryng
- Hillel Slovak

5743 - 5744 - 5745 - 5746 - 5747 - 5748 - 5749 - 5750 - 5751 - 5752 - 5753